# Rejon wożegodski
Rejon wożegodski (ros. Вожего́дский райо́н, Wożegodskij rajon) – jednostka administracyjna w Rosji, w obwodzie wołogodzkim, z siedzibą w Wożedze. 
W 2010 roku mieszkało w niej 16 790 osób.